# Amarilis Savón
Amarilis Savón Carmenate oder Amarilys Savón Carmenate (* 13. Mai 1974 in Santiago de Cuba) ist eine ehemalige kubanische Judoka. Sie gewann drei olympische Bronzemedaillen und war 2003 Weltmeisterin.

## Sportliche Karriere
Savón trat bis 2000 im Superleichtgewicht bis 48 kg an. 1992 gewann Savón erstmals bei den Panamerikameisterschaften. Bei den Olympischen Spielen 1992 standen erstmals Damen-Wettbewerbe im Judo auf dem Programm. In ihrem ersten Kampf unterlag Savón der Japanerin Ryōko Tamura. Mit vier Siegen in der Hoffnungsrunde kämpfte sich die Kubanerin dann bis zur Bronzemedaille vor. Zwei Monate nach den Olympischen Spielen gewann sie bei den Juniorenweltmeisterschaften ebenfalls eine Bronzemedaille. 1994 siegte sie bei den Panamerikameisterschaften und ein Jahr später bei den Panamerikanischen Spielen 1995. Ebenfalls 1995 traf sie im Finale der Universiade auf Ryōko Tamura und erhielt die Silbermedaille. Ein Jahr später siegte Tamura gegen Savón im Halbfinale der Olympischen Spiele 1996, den Kampf um Bronze gewann die Kubanerin gegen die Französin Sarah Nichilo. Drei Monate nach den Olympischen Spielen gewann sie zum dritten Mal bei den Panamerikameisterschaften.
1997 folgte der vierte Sieg bei den Panamerikameisterschaften. Im Finale der Judo-Weltmeisterschaften 1997 unterlag Savón einmal mehr gegen Tamura. Bei den Mannschaftsweltmeisterschaften 1998 siegten die Kubanerinnen vor den Französinnen. Zwei Monate später gewann Savón zum fünften Mal bei den Panamerikameisterschaften. Im Jahr darauf siegte sie zum zweiten Mal bei den Panamerikanischen Spielen. Bei den Judo-Weltmeisterschaften 1999 gewann Ryōko Tamura ihren vierten Titel, wie 1997 erhielt Savón die Silbermedaille. 2000 nahm Amarilis Savón zum dritten Mal an Olympischen Spielen teil, nach einer Viertelfinalniederlage gegen die Russin Ljubow Bruletowa und einer Niederlage in der Hoffnungsrunde gegen die Belgierin Ann Simons belegte die Kubanerin den siebten Platz.
Nach einem Jahr Pause kehrte die 1,59 m große Savón 2002 im Halbleichtgewicht bis 52 kg auf die Matte zurück. Bei den Mannschaftsweltmeisterschaften 2002 belegten die Kubanerinnen den zweiten Platz hinter den Japanerinnen. Im November 2002 folgte der sechste Sieg bei den Panamerikameisterschaften. Im August 2003 gewann sie zum dritten Mal bei den Panamerikanischen Spielen. Einen Monat später bei den Weltmeisterschaften in Osaka siegte Ryōko Tani(-Tamura) zum sechsten Mal in Folge im Extraleichtgewicht. Savón aber trat eine Gewichtsklasse darüber an und gewann den Titel mit einem Finalsieg über die Französin Annabelle Euranie. 2004 gewann Savón zum siebten Mal bei den Panamerikameisterschaften. Bei den Olympischen Spielen 2004 unterlag sie im Halbfinale der Japanerin Yuki Yokosawa. Den Kampf um Bronze gewann die Kubanerin gegen die Algerierin Salima Souakri.
Nach ihrer vierten Olympiateilnahme beendete Amarilis Savon ihre sportliche Laufbahn.

## Kubanische Meistertitel
- Superleichtgewicht: 1992, 1993, 1994, 1995, 1996, 1997, 1998, 1999, 2000[1]
- Halbleichtgewicht: 2002, 2003